# ElevenLabs
ElevenLabs — технологическая компания, которая специализируется на разработке моделей с использованием генеративного искусственного интеллекта для создания реалистичных голосов на разных языках. Активно работает над совершенствованием синтеза речи, позволяя пользователям генерировать аудиоконтент с учётом интонаций, акцентов и эмоций.
Основана в 2022 году Мати Станишевским и Петром Дабковским. Штаб-квартира находится в Лондоне.

## История
ElevenLabs была основана в 2022 году Мати Станишевским и Петром Дабковским, друзьями детства из Польши, с целью разработки и усовершенствования технологий, обеспечивающих качественный синтез речи для создания вирусных роликов, рекламных материалов и других форматов. Основатели компании заявили, что идея стартапа появилась на основе плохого дубляжа американских фильмов в их родной стране.
В январе 2023 года ElevenLabs привлекла 2 млн долларов в рамках предварительного раунда финансирования. В июне того же года компания собрала 19 млн долларов в раунде серии A, что привело к оценке стартапа в 100 млн долларов.
22 января 2024 года ElevenLabs завершила раунд серии B по привлечению инвестиций на 80 млн долларов.
8 апреля 2024 года ElevenLabs стал доступен для российских пользователей, сервис открывается через платёжную систему GetPayAll.

## Продукты
ElevenLabs предлагает широкий спектр продуктов и услуг, включая:
- Технологии синтеза речи: использование машинного обучения для создания реалистичных голосовых моделей.
- AI Dubbing: дублирование аудио на более чем 20 языках с сохранением оригинальных интонаций и эмоций.
- Voice Library: библиотека голосов и возможность кастомизации для создания уникальных голосовых решений.
- VoiceLab: инструмент для клонирования голосов на основе коротких аудиозаписей и генерации новых голосов.

### Применение
Технологии ElevenLabs находят применение в различных областях, включая:
- Создание контента: озвучка подкастов, видеороликов и аудиокниг.
- Игровая индустрия: озвучка персонажей в играх и создание звуковых эффектов.
- Образовательный сектор: генерация аудиоверсий учебных материалов для улучшения усвоения информации.

## Финансы
23 января 2024 года стартап ElevenLabs достиг статуса единорога после завершения раунда финансирования серии B, в рамках которого было получено 80 млн долларов. Ведущими инвесторами в этом раунде стали венчурный фонд Andreessen Horowitz, а также предприниматели Нат Фридман и Дэниел Гросс. Кроме них, в финансировании также участвовали другие компании, такие как Sequoia Capital.
Инсайдерская информация указывает на то, что стоимость ElevenLabs в 2024 году достигла отметки в 1,1 млрд долларов, в 2023 году компания оценивалась в 100 млн долларов.